# In the Black
In the Black è il quinto album in studio del gruppo musicale heavy metal femminile canadese Kittie, pubblicato nel 2009.

## Tracce
1. Kingdom Come – 1:29
2. My Plague – 3:05
3. Cut Throat – 2:55
4. Die My Darling – 2:46
5. Sorrow I Know – 3:30
6. Forgive and Forget – 3:44
7. Now or Never – 2:35
8. Falling Down – 3:08
9. Sleepwalking – 3:17
10. Whiskey Love Song – 4:29
11. Ready Aim Riot – 3:13
12. The Truth (feat. Justin Wolfe dei Thine Eyes Bleed) – 6:42

## Formazione
- Morgan Lander - voce, chitarra
- Mercedes Lander - batteria, piano, cori
- Trish Doan - basso
- Tara McLeod - chitarra